# للين لليونن (بددرن)
للين لليونن (بالإنجليزية: Llyn Llywenan)‏ هي بحيرة و موقع الفائدة العلمية الخاصة ‏ تقع في المملكة المتحدة في western Anglesey, Wales.